# Хазби Лика
Хазби Лика (на албански: Hazbi Lika; на македонска литературна норма: Хазби Лика) е политик от Северна Македония от Демократичен съюз за интеграция (ДСИ), вицепремиер, отговарящ за провеждането на Охридския рамков договор от 1 юни 2017 г. Лика е член на обявената извън закона в Република Македония Армия за освобождение на Косово и на Армията за национално освобождение и бивш кмет на Тетово. На 27 юни 2003 година е назначен за заместник-министър на вътрешните работи.

## Биография
Роден е на 19 април 1972 г. в Тетово. По време на конфликта през 2001 г. в Македония той е командир в Тетовско и името му е сред споменаваните във връзка с клането във Вейце. Лика е бил командир на 112. бригада на ОНА. От 2005 до 2009 година е кмет на Тетово.
Според „Нова Македония“, Лика ощетява хазната на община Тетово с 3 милиона евро, докато е кмет. Днес е член на ДСИ и председател на партията в Тетово.
1. ↑  Пратенички состав: Хазби Лика //   Sobranie.mk, 2003. Посетен на 6 юни 2015.
2. ↑  За бранителите апс, за џелатите власт //   Дневник, 18.03.2006. Посетен на 6 юни 2015.
3. ↑  Хазби Лика ја знае судбината на киднапираните Македонци //   Дневник, 18.03.2006.  Архивиран от оригинала на 2016-03-05. Посетен на 6 юни 2015.
4. ↑  Превирања во ДУИ пред конгресот //   Нова Македонија, 23.11.2009.  Архивиран от оригинала на 2009-11-27. Посетен на 6 юни 2015.
5. ↑  Хазби Лика ја оштетил општината Тетово за три милиони евра //   Нова Македонија, 28.5.2009. Посетен на 6 юни 2015.[неработеща препратка]